# Pierantonio Sandri
Pierantonio Sandri (Niscemi, 13 dicembre 1976 – Niscemi, 3 settembre 1995) è stato un giovane italiano vittima  della mafia.

## Biografia
Pierantonio Sandri giovane odontotecnico incensurato, scomparve all'inizio del settembre '95 senza lasciare tracce.

## La scomparsa
Pierantonio Sandri scomparve a Niscemi il 3 settembre 1995 a soli 19 anni. Il ragazzo, che si era diplomato tre mesi prima in un istituto professionale di Catania, si allontanò nel pomeriggio con un amico che era andato a prenderlo a casa a bordo della sua moto. Non aveva con sé i documenti e aveva in tasca poco denaro, elementi che sin dall'inizio ne esclusero l'allontanamento volontario. 

All'epoca gli amici stamparono un manifesto con la fotografia del giovane diffondendola nei paesi vicini e la madre, Antonietta Burgio, insegnante in pensione, diffuse un appello: scongiurando chiunque sappia qualcosa a dare notizie. 

Nel 2003 la madre di Sandri riceve una lettera anonima nella quale qualcuno scrive che è giunta l'ora di fare giustizia. Consegnata ai Carabinieri, la missiva ha consentito la riapertura del caso.

## La scoperta del corpo
Il 22 settembre 2009, in seguito alle dichiarazioni di un collaboratore di giustizia, lo scheletro di un uomo viene rinvenuto da agenti della polizia di stato nel bosco di Niscemi nascosto in una buca: è Pierantonio Sandri. La certezza giunge dall'analisi del Dna e dal femore, riportante i segni di una frattura, conseguenza di un incidente stradale. 

Il 9 gennaio 2010 nella chiesa Madre di Niscemi, don Luigi Ciotti celebra i funerali di Pierantonio Sandri.

## Le indagini e il processo
Ad uccidere Pierantonio sarebbe stato un ex alunno della madre, Giuliano Chiavetta, condannato per omicidio ed in seguito collaboratore di giustizia.
Chiavetta interrogato dagli inquirenti ammise – fra le lacrime – di essere stato lui l'omicida indicando alla polizia l'esatto luogo di sepoltura.
Dalle indagini emerse che Pierantonio era stato ucciso perché aveva assistito all'incendio di un'auto da parte di una gang di giovani mafiosi, tra cui un minorenne, che cercavano, in tal modo, di rendere più incisiva la richiesta del pizzo. Nel timore di una denuncia da parte di Piarantonio, costoro decisero di prenderlo, strangolarlo e colpirlo più volte alla testa. Il cadavere fu trasportato nel bosco e lì sepolto superficialmente.
L'8 giugno 2011 a Catania si è svolta l'udienza del processo per l'omicidio di Pierantonio Sandri presso il Tribunale dei minori a carico del giovane che ha raccontato di averlo ucciso insieme alla complicità di altre persone.
Nel febbraio 2012, il processo di primo grado, condanna Giuliano Chiavetta – già in carcere – a quattordici anni di reclusione non individuando però i complici dell'agguato.

## Memoria
Il 1º agosto 2011 l'amministrazione comunale di Niscemi dichiara di voler dedicare a Pierantonio Sandri un campo sportivo di calcio a cinque.
Pierantonio è ricordato ogni anno il 21 marzo nella Giornata della Memoria e dell'Impegno di Libera, la rete di associazioni contro le mafie, che in questa data legge il lungo elenco dei nomi delle vittime di mafia e fenomeni mafiosi.